# Stenbittjärnen (Ytterlännäs socken, Ångermanland)
Stenbittjärnen är en sjö i Kramfors kommun i Ångermanland och ingår i Ångermanälven-Gådeåns kustområde.